# Tselinni (Krasnodar)
Tselinni (del ruso: Цели́нный) es un posiólok del raión de Slaviansk del krai de Krasnodar, en el sur de Rusia. Está situado a orillas de uno de los canales que riegan los arrozales enmarcados entre los distributarios del delta del Kubán, 35 km al norte de Slaviansk-na-Kubani y 99 al noroeste de Krasnodar, la capital del krai. Tenía 1 826 habitantes en 2010.
Es cabeza del municipio Tselinnoye.

## Historia
La localidad fue fundada en 1962 por las juventudes komsomoles, que le dieron este nombre debido a que eran campos baldíos, sin roturar (en ruso, tselina -Целина-, significa "tierra virgen"). Fue registrada como unidad administrativa independiente el 13 de noviembre de 1964.

## Lugares de interés
Al oeste de la localidad se han hallado diversos sepulcros fechados entre el siglo IV y el siglo III a. C..

## Economía
Las empresas más destacadas de la localidad son la ZAO Sladkovskoye y la OOO Kuban-favn, fábricas de arroz.

## Servicios sociales
Para la educación y cultura la localidad cuenta con el jardín de infancia nº33, la escuela media nº23, una escuela de música, una Casa de Cultura y una biblioteca. En cuanto a los servicios sanitarios, en la población hay un punto de atención médica.